# Tivyna moaba
Tivyna moaba là một loài nhện trong họ Dictynidae.
Loài này thuộc chi Tivyna. Tivyna moaba được Wilton Ivie miêu tả năm 1947.